# Gurneyacris nigrofasciata
Gurneyacris nigrofasciata is een rechtvleugelig insect uit de familie Romaleidae. De wetenschappelijke naam van deze soort is voor het eerst geldig gepubliceerd in 1958 door Liebermann.